# Kinas Grand Prix 2010
Kinas Grand Prix 2010, officiellt 2010 Formula 1 Chinese Grand Prix, var en Formel 1-tävling som hölls den 18 april 2010 på Shanghai International Circuit i Shanghai, Kina. Det var den fjärde tävlingen av Formel 1-säsongen 2010 och kördes över 56 varv. Vinnare av loppet blev Jenson Button för McLaren, tvåa blev Lewis Hamilton för McLaren och trea blev Nico Rosberg för Mercedes.

## Kvalet

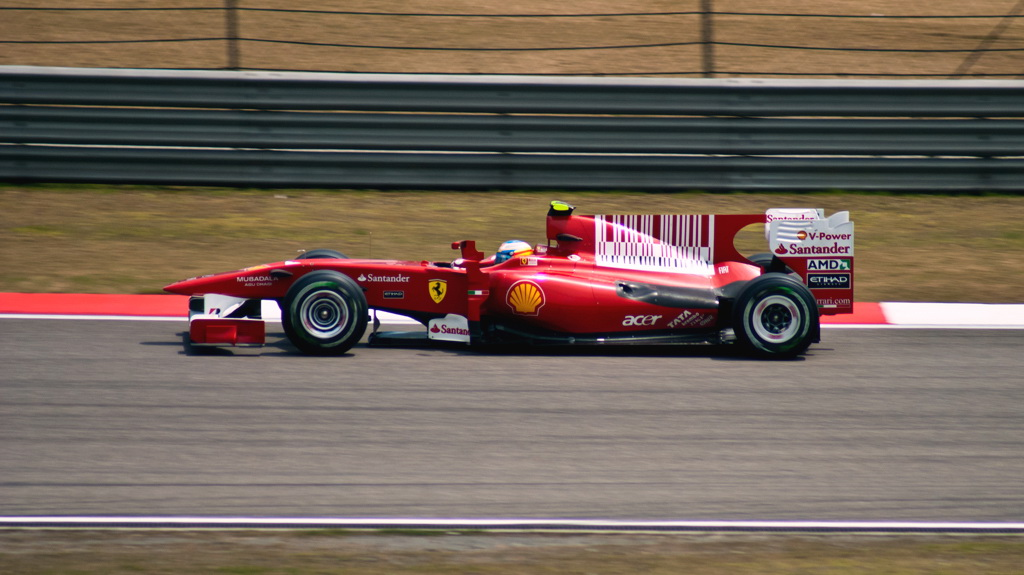
Fernando Alonso kvalade in som trea.

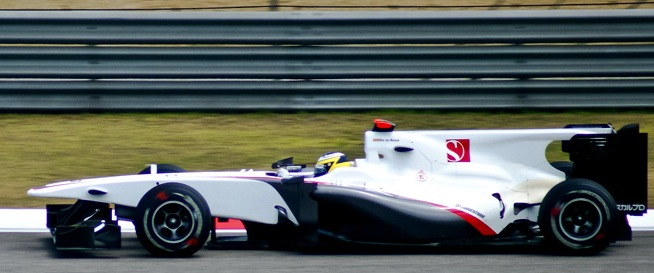
Pedro de la Rosa klarade sig precis undan från artondeplatsen (sjutton bilar går vidare från Q1).

| KR. | Nr | Förare             | Konstruktör          | Q1       | Q2       | Q3       | Grid |
| --- | -- | ------------------ | -------------------- | -------- | -------- | -------- | ---- |
| 1   | 5  | Sebastian Vettel   | Red Bull-Renault     | 1.36,317 | 1.35,280 | 1.34,558 | 1    |
| 2   | 6  | Mark Webber        | Red Bull-Renault     | 1.35,978 | 1.35,100 | 1.34,808 | 2    |
| 3   | 8  | Fernando Alonso    | Ferrari              | 1.35,987 | 1.35,235 | 1.34,913 | 3    |
| 4   | 4  | Nico Rosberg       | Mercedes             | 1.35,952 | 1.35,134 | 1.34,923 | 4    |
| 5   | 1  | Jenson Button      | McLaren-Mercedes     | 1.36,122 | 1.35,443 | 1.34,979 | 5    |
| 6   | 2  | Lewis Hamilton     | McLaren-Mercedes     | 1.35,641 | 1.34,928 | 1.35,034 | 6    |
| 7   | 7  | Felipe Massa       | Ferrari              | 1.36,076 | 1.35,290 | 1.35,180 | 7    |
| 8   | 11 | Robert Kubica      | Renault              | 1.36,348 | 1.35,550 | 1.35,364 | 8    |
| 9   | 3  | Michael Schumacher | Mercedes             | 1.36,484 | 1.35,715 | 1.35,646 | 9    |
| 10  | 14 | Adrian Sutil       | Force India-Mercedes | 1.36,671 | 1.35,665 | 1.35,963 | 10   |
| 11  | 9  | Rubens Barrichello | Williams-Cosworth    | 1.36,664 | 1.35,748 |          | 11   |
| 12  | 17 | Jaime Alguersuari  | Toro Rosso-Ferrari   | 1.36,618 | 1.36,047 |          | 12   |
| 13  | 16 | Sébastien Buemi    | Toro Rosso-Ferrari   | 1.36,793 | 1.36,149 |          | 13   |
| 14  | 12 | Vitalij Petrov     | Renault              | 1.37,031 | 1.36,311 |          | 14   |
| 15  | 23 | Kamui Kobayashi    | BMW Sauber-Ferrari   | 1.37,044 | 1.36,422 |          | 15   |
| 16  | 10 | Nico Hülkenberg    | Williams-Cosworth    | 1.37,049 | 1.36,647 |          | 16   |
| 17  | 22 | Pedro de la Rosa   | BMW Sauber-Ferrari   | 1.37,050 | 1.37,020 |          | 17   |
| 18  | 15 | Vitantonio Liuzzi  | Force India-Mercedes | 1.37,161 |          |          | 18   |
| 19  | 24 | Timo Glock         | Virgin-Cosworth      | 1.39,278 |          |          | 19   |
| 20  | 18 | Jarno Trulli       | Lotus-Cosworth       | 1.39,399 |          |          | 20   |
| 21  | 19 | Heikki Kovalainen  | Lotus-Cosworth       | 1.39,520 |          |          | 21   |
| 22  | 25 | Lucas di Grassi    | Virgin-Cosworth      | 1.39,783 |          |          | 22   |
| 23  | 21 | Bruno Senna        | HRT-Cosworth         | 1.40,469 |          |          | 23   |
| 24  | 20 | Karun Chandhok     | HRT-Cosworth         | 1.40,578 |          |          | PL1  |

| Vidare från första kvalrundan ▬▬ Vidare från andra kvalrundan ▬▬ |

- ^1  — Karun Chandhok blev bestraffad för ett otillåtet växellådsbyte.[1]

## Loppet

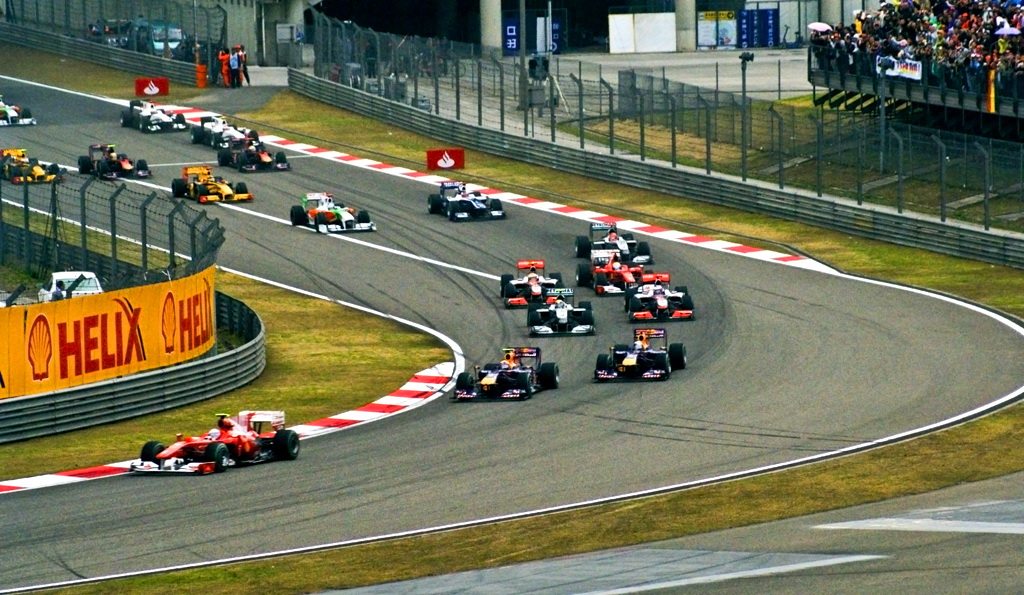
Första kurvan.

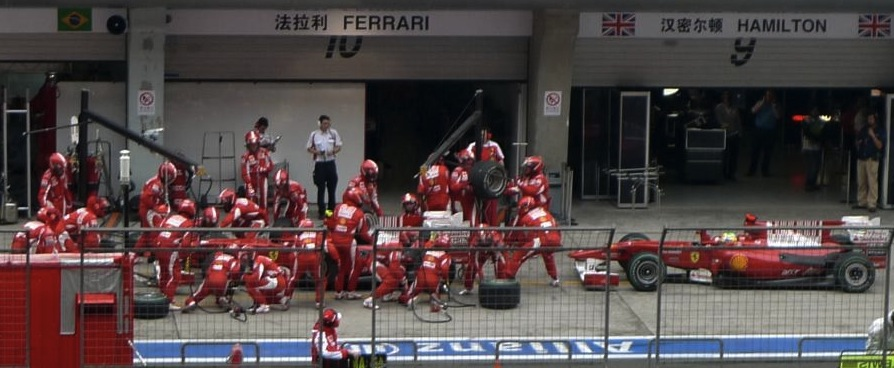
De båda Scuderia Ferrari-bilarna kom in i depån samtidigt och Felipe Massa tvingades vänta tills Fernando Alonso var klar.

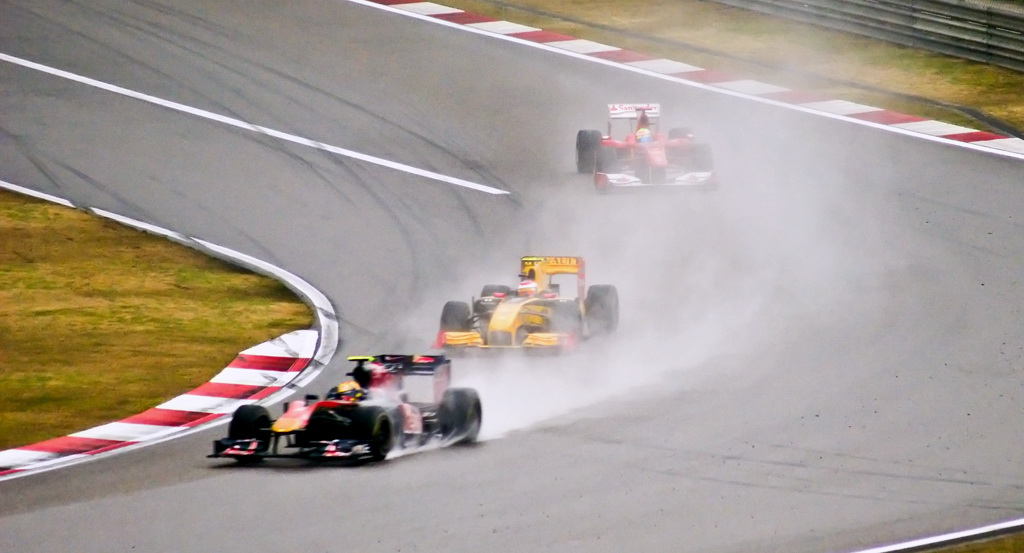
Jaime Alguersuari, Vitalij Petrov och Felipe Massa.

| Pos. | Nr | Förare             | Konstruktör          | Varv | Tid          | Grid | P  |
| ---- | -- | ------------------ | -------------------- | ---- | ------------ | ---- | -- |
| 1    | 1  | Jenson Button      | McLaren-Mercedes     | 56   | 1:46.42,163  | 5    | 25 |
| 2    | 2  | Lewis Hamilton     | McLaren-Mercedes     | 56   | +1,530       | 6    | 18 |
| 3    | 4  | Nico Rosberg       | Mercedes             | 56   | +9,484       | 4    | 15 |
| 4    | 8  | Fernando Alonso    | Ferrari              | 56   | +11,869      | 3    | 12 |
| 5    | 11 | Robert Kubica      | Renault              | 56   | +22,213      | 8    | 10 |
| 6    | 5  | Sebastian Vettel   | Red Bull-Renault     | 56   | +33,310      | 1    | 8  |
| 7    | 12 | Vitalij Petrov     | Renault              | 56   | +47,600      | 14   | 6  |
| 8    | 6  | Mark Webber        | Red Bull-Renault     | 56   | +52,172      | 2    | 4  |
| 9    | 7  | Felipe Massa       | Ferrari              | 56   | +57,796      | 7    | 2  |
| 10   | 3  | Michael Schumacher | Mercedes             | 56   | +1.01,749    | 9    | 1  |
| 11   | 14 | Adrian Sutil       | Force India-Mercedes | 56   | +1.02,874    | 10   |    |
| 12   | 9  | Rubens Barrichello | Williams-Cosworth    | 56   | +1.03,665    | 11   |    |
| 13   | 17 | Jaime Alguersuari  | Toro Rosso-Ferrari   | 56   | +1.11,416    | 12   |    |
| 14   | 19 | Heikki Kovalainen  | Lotus-Cosworth       | 55   | +1 varv      | 21   |    |
| 15   | 10 | Nico Hülkenberg    | Williams-Cosworth    | 55   | +1 varv      | 16   |    |
| 16   | 21 | Bruno Senna        | HRT-Cosworth         | 54   | +2 varv      | 23   |    |
| 17   | 20 | Karun Chandhok     | HRT-Cosworth         | 52   | +4 varv      | 24   |    |
| Ret  | 18 | Jarno Trulli       | Lotus-Cosworth       | 21   | Hydraulik    | 20   |    |
| Ret  | 25 | Lucas di Grassi    | Virgin-Cosworth      | 9    | Koppling     | 22   |    |
| Ret  | 22 | Pedro de la Rosa   | BMW Sauber-Ferrari   | 8    | Tekniskt fel | 17   |    |
| Ret  | 16 | Sébastien Buemi    | Toro Rosso-Ferrari   | 0    | Olycka       | 13   |    |
| Ret  | 23 | Kamui Kobayashi    | BMW Sauber-Ferrari   | 0    | Olycka       | 15   |    |
| Ret  | 15 | Vitantonio Liuzzi  | Force India-Mercedes | 0    | Olycka       | 18   |    |
| DNS  | 24 | Timo Glock         | Virgin-Cosworth      | 0    | Motor        | 19   |    |

| Förare och stall som tog poäng ▬▬ |

## Ställning efter loppet
| Pos. | Förare           | Poäng |
| ---- | ---------------- | ----- |
| 1    | Jenson Button    | 60    |
| 2    | Nico Rosberg     | 50    |
| 3    | Fernando Alonso  | 49    |
| 4    | Lewis Hamilton   | 49    |
| 5    | Sebastian Vettel | 45    |

| Pos. | Konstruktör      | Poäng |
| ---- | ---------------- | ----- |
| 1    | McLaren-Mercedes | 109   |
| 2    | Ferrari          | 90    |
| 3    | Red Bull-Renault | 73    |
| 4    | Mercedes         | 60    |
| 5    | Renault          | 46    |

- Notering: Endast de fem bästa placeringarna i vardera mästerskap finns med på listorna.